# Native Speaker
Native Speaker — дебютный студийный альбом канадской арт-рок группы Braids, изданный 18 января 2011 года на лейблах Flemish Eye/Kanine Records. Альбом получил широкое одобрение и положительные отзывы музыкальной критики и интернет-изданий.

## История
Группа начала работу над Native Speaker в Монреале в сентябре 2009 года. Запись альбома была завершена зимой 2010 года. После переговоров с лейблами в США и Канаде, Braids объявили, что лейбл канадского музыканта Чада Вангаалена Flemish Eye будет распространять Native Speaker в Канаде, а Kanine Records выпустит альбом в США. Согласно интервью группы Q, его создание обошлось менее чем в 500 долларов. «Нам пришлось только арендовать микрофоны для барабанов и оплатить мастеринг. Думаю, нам нужно продать всего около 100 копий, чтобы выйти в плюс!», — заметила фронтвумен группы Рафаэлла Стэнделл-Престон.

## Музыкальный стиль и влияния
То, как группа смешивает поп-музыку и авангард, получило большое признание критиков. «Уникально женственный экспериментальный поп Braids в значительной степени удался», — утверждает Allmusic, упоминая Animal Collective, Бьорк, Karen O, Cocteau Twins, Siouxsie Sioux и Yeasayer в качестве возможных влияний. По мнению Spin, альбом «сочетает в себе мерцающий, пасторальный пост-рок с нецензурной лирикой», что делает подготовку психики этой девушки увлекательным занятием. «Это группа, которая занимается абстракцией, экспериментами и, самое главное, запутыванием», — заметил рецензент Prefix. Ян Коэн из Pitchfork отметил особенность сновидческого поп-попа квартета, сказав: «Есть сны, есть кошмары, а есть ночные видения, которые не совсем подходят ни под одно из этих понятий, тревожные образы и диалоги, которые крутятся у вас в голове в бодрствующем состоянии до конца дня и открывают странные, забытые детали каждый раз, когда вы в них ковыряетесь. Именно о таких вещах нам нужно говорить, если мы собираемся называть Braids „дрим-поп“, как это делают многие другие».
По словам обозревателя журнала Rolling Stone, дебютный альбом группы «возвращает блаженную психоделику Animal Collective обратно к терпкому грохоту панк-фолка диких женщин the Raincoats — временами безумная, временами безмятежная мешанина из пасторального гитарного бормотания, минимальных оркестровых дронов, зацикленного хорального вокала и пористых, грохочущих ритмов». На вопрос, не надоели ли группе сравнения с Animal Collective, Рафаэль Стэнделл-Престон сказал: «Вовсе нет. Нам было по 17 лет, когда мы впервые открыли для себя альбом Feels. Мы ходили на вечеринки и в итоге просто сидели в машине и слушали Feels, вместо того чтобы идти внутрь». Объясняя отсылку к Сильвии Плат в треке «Plath Heart», певица сказала: "Моя мама, писательница, написала диссертацию по «Колокольному жбану», так что я выросла на этом романе. Плат оказала на меня большое влияние, когда я была моложе и чувствовала себя немного угрюмой и мрачной. Становясь старше, я говорю: «Господи, Сильвия, просветись». Название песни «Lammicken» было взято из «Тэсс из рода д’Эрбервиллей», а текст песни был вдохновлен староанглийским значением этого слова, «слабость ягненка».

## Релиз
Native Speaker достиг 33-го места в американском хит-параде Billboard Heatseekers и был на 13-й позиции в чарте Billboard Dance/Electronic Songs.

## Отзывы
| Оценки критиков     | Оценки критиков |
| Источник            | Оценка          |
| ------------------- | --------------- |
| AllMusic            | [ 1 ]           |
| Blurt               | [ 11 ]          |
| CoS                 | [ 12 ]          |
| Drowned in Sound    | [ 13 ]          |
| Eye Weekly          | [ 14 ]          |
| New Musical Express | [ 15 ]          |
| Now                 | [ 16 ]          |
| Pitchfork Media     | [ 6 ]           |
| PopMatters          | [ 17 ]          |
| Q                   | [ 3 ]           |
| Rolling Stone       | [ 7 ]           |
| Spin                | [ 4 ]           |
| Sputnikmusic        | [ 18 ]          |
| The A.V. Club       | B               |
| Tiny Mix Tapes      | [ 20 ]          |

Альбом получил положительные отзывы музыкальной критики и интернет-изданий. Агрегационный сайт AnyDecentMusic? поставил альбому оценку 7,4 на основе 19 профессиональных рецензий.
Хизер Фарес из AllMusic отметил в рецензии, что уникальный женский экспериментальный поп Braids в целом удался: «На протяжении их дебютного альбома Native Speaker оттенки Animal Collective, Бьорк, Карен О, Cocteau Twins, Siouxsie Sioux и Yeasayer всплывают в самых невероятных комбинациях, делая прослушивание непредсказуемым — а иногда и захватывающим».
Журнал Prefix назвал Native Speaker «завораживающим, околдовывающим дебютным альбомом», назвав его «ранним чемпионом этого молодого года, увлекательным альбомом, который несет в себе реальную возможность того, что вы не „поймете“ его даже после дюжины прослушиваний». «Больше всего поражает тот факт, что Native Speaker спродюсирован самостоятельно, и то, что он настолько уверен в себе», — утверждает Эндрю Уинисторфер. «В этом году вы, вероятно, послушаете и более сиюминутные альбомы, но лишь немногие из них будут обладать тем качеством, которое отличает Native Speaker». «Редко когда подростковые пинки приводят к таким красноречивым, нюансированным записям, как эта», — написал рецензент Q Дэн Стаббс, отметив, что «молодость группы просвечивает сквозь тексты». «Бодрый дебют квартета… почти как Inception в своем искажении реальности, в равной степени тактильный и распущенный, мозговой и сюрреалистический, и в конечном итоге преследующий своим отказом отвечать на вопросы одинаково дважды», — пишет Pitchfork.

## Список композиций
| №  | Название         | Длительность |
| -- | ---------------- | ------------ |
| 1. | «Lemonade»       | 6:46         |
| 2. | «Plath Heart»    | 4:25         |
| 3. | «Glass Deers»    | 8:09         |
| 4. | «Native Speaker» | 8:24         |
| 5. | «Lammicken»      | 4:35         |
| 6. | «Same Mum»       | 7:01         |
| 7. | «Little Hand»    | 4:27         |